# 1220
Cette page concerne l'année 1220  du calendrier julien. Pour l'année 1220 av. J.-C., voir 1220 av. J.-C.
L'année 1220 est une année bissextile qui commence un mercredi.

## Événements
- 16 janvier : exécution de cinq franciscains à Marrakech[1].

- 16 février : prise de Boukhara[2].
  - Les Mongols de Gengis Khan brûlent et rasent Boukhara (16 février), Otrar (17 mars[3]), Samarkand (mars) et Harat. Muhammad Chah, incapable de réunir ses forces divisées entre les féodaux, s’enfuit à Ray, puis à Hamadan. Les généraux Djebé et Subötai le poursuivent avec 25 000 hommes, mais perdent sa trace en Iran.

- Al-Kamel fait armer une flotte à l’ouest du delta, non loin d’Alexandrie, qui pendant l’été, écrase les vaisseaux Occidentaux au large de Chypre. Al-Kamel renouvelle ses offres de paix auprès du légat Pélage, qui refuse, attendant toujours l’arrivée de Frédéric II. Celui-ci n’arrivera en fait que huit ans plus tard.

- Décembre : Muhammad Chah meurt peu après d’une pneumonie dans une île de la Caspienne[4]. Son fils Djala ad-Din Mengü Berti regroupe ses forces à Ghaznî ou Gengis Khan le poursuit (1221).

- La cité de Mayapan prend la tête d'une confédération dominant la péninsule du Yucatan[5].
- Djebé et Subötai battent les Géorgiens et rasent Hamadan[6].
- Les Mongols épargnent les artisans et les savants de Samarkand pour les envoyer comme esclaves en Mongolie[7].
- Perte du Champâ[8] et début du déclin de l'empire khmer sous le règne d'Indra Varman II (fin en 1243).

### Europe

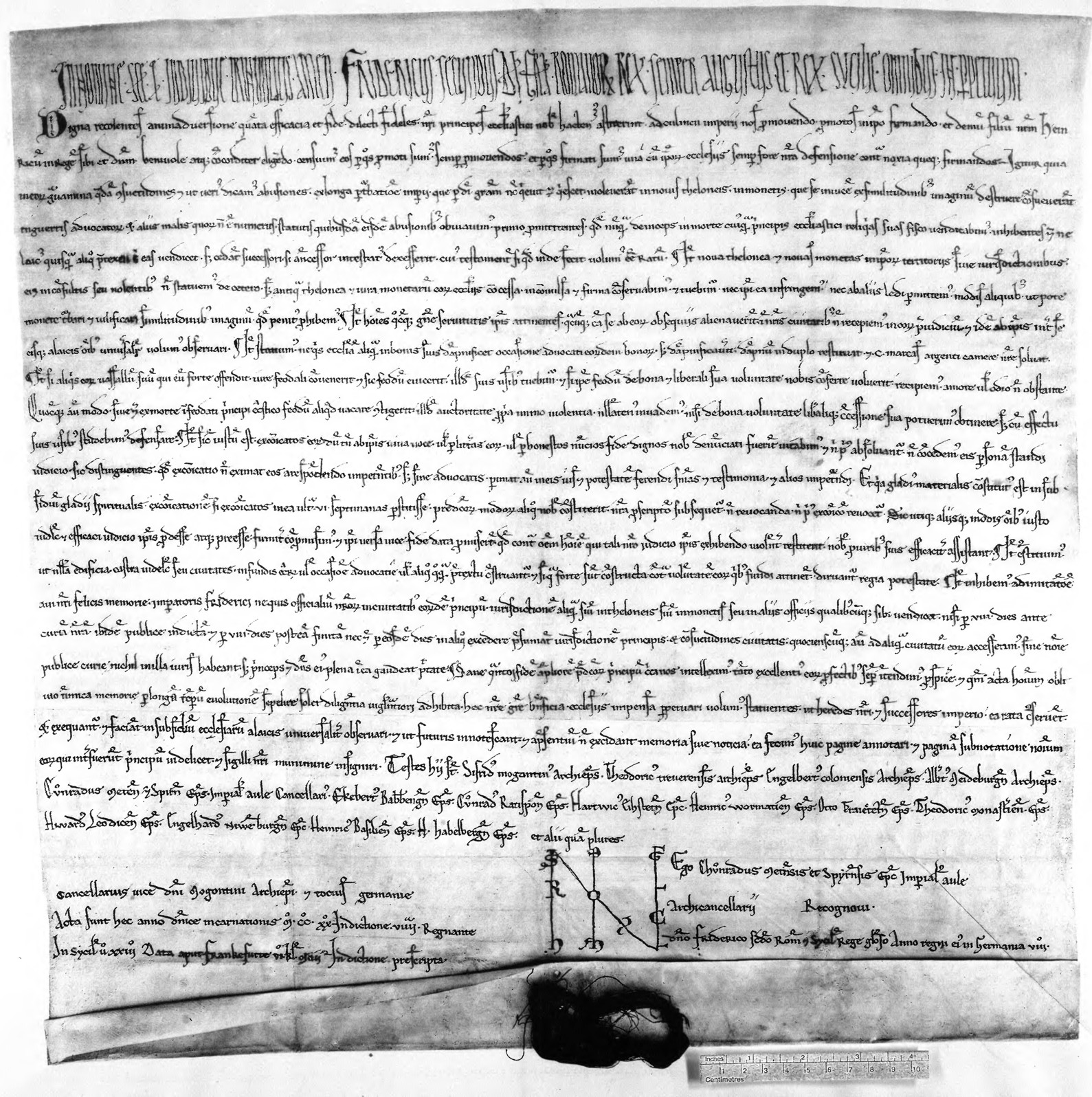
26 avril : Confoederatio cum principibus ecclesiasticis

- 26 avril : Confoederatio cum principibus ecclesiasticis. Frédéric II accorde à Francfort-sur-le-Main des privilèges spéciaux aux princes ecclésiastiques allemands[9].
- 17 mai : au chapitre de Bologne, Dominique de Guzmán donne ses premières structures à l’ordre des frères prêcheurs[10].
- 17 août : création de l'École de Médecine de Montpellier. Le cardinal Conrad octroie des statuts aux écoles de médecine situées autour de l’église Saint-Firmin à Montpellier. L’évêque de Maguelonne est rendu compétent en matière d’examens et d’attribution de grades, c’est-à-dire de diplômes[11].
- 22 novembre : sacre de l'empereur Frédéric II à Rome[12]. Il fait couronner en même temps son fils Henri roi des Romains.

- Début de la construction de la Cathédrale de Salisbury[13].
- Dordrecht, en Hollande, obtient le droit de cité[14].
- Thomas, un dominicain anglais, chanoine d’Uppsala, est nommé évêque en Finlande et implante le christianisme chez les Tavastes[15].